# Провінція Суруґа
Провінція Суруґа (яп. 駿河国 — суруґа но куні, "країна Суруґа; 駿州 — сунсю, «провінція Суруґа») — історична провінція Японії у регіоні Тюбу у центрі острова Хонсю. Відповідає центральній і східній частинам префектури Сідзуока.

## Короткі відомості
Провінція Суруґа була утворена у 7 столітті. Її адміністративний центр знаходився у сучасному місті Сідзуока.
Через Суруґа проходив важливий сухопутний шлях зі столиці до Східної Японії — «Дорога Східного моря» (токайдо). Окрім цього провінція давала високі врожаї злаків. Ці фактори приваблювали сюди японських можновладців.
У 12 столітті землями Суруґи володів рід Ходзьо. Його представники узурпували владу у Камакурському сьоґунаті.
З 13 по 16 століття провінція Суруґа перебувала під владою роду рід Імаґава. Після загибелі 9-го голови роду Імаґави Йосімото у битві при Окехадзама, землі провінції були захоплені Токуґавою Ієясу і Такедою Сінґеном
У період Едо (1603—1867) провінція Суруґа була поділена на 3 васальні володіння хан — Нумацу, Танака і Осіма, і землі сьоґунів.
У результаті адміністративної реформи 1871 року, провінція Суруґа увійшла до складу префектури Сідзуока.

## Повіти
- Абе 安倍郡
- Ібара 庵原郡
- Масідзу 益津郡
- Сіда 志太郡
- Суруґа 駿河郡
- Удо 有渡郡
- Фудзі 富士郡